# شوساکو توکیتا
شوساکو توکیتا (انگلیسی: Shusaku Tokita؛ زادهٔ ۹ سپتامبر ۱۹۹۰) بازیکن فوتبال اهل ژاپن است.